# Нецентрований хі-квадрат розподіл
У теорії ймовірностей і статистиці нецентрований розподіл хі-квадрат (нецентрований {\displaystyle \chi ^{2}} розподіл) — це нецентроване узагальнення розподілу хі-квадрат. Він часто зустрічається при аналізі потужності статистичних тестів, в яких розподіл параметра при нульовій гіпотезі є (можливо, асимптотично) хі-квадрат розподілом. Важливими прикладами таких тестів є тести на співвідношення правдоподібності.

## Передумови
Нехай {\displaystyle (X_{1},X_{2},\ldots ,X_{i},\ldots ,X_{k})} - k незалежних, нормально розподілених випадкових величин із середніми {\displaystyle \mu _{i}} та одиничною дисперсією. Тоді випадкова величина
{\displaystyle \sum _{i=1}^{k}X_{i}^{2}}
розподілена за нецентрованого хі-квадрат розподілу. У цього розподілу два параметри: {\displaystyle k} який визначає кількість ступенів свободи (тобто кількість {\displaystyle X_{i}}) і {\displaystyle \lambda } що пов'язане із середнім значенням випадкових величин {\displaystyle X_{i}} формулою:
{\displaystyle \lambda =\sum _{i=1}^{k}\mu _{i}^{2}.}
іноді {\displaystyle \lambda } називають параметром нецентрованості. Зверніть увагу, в деяких джерелах  {\displaystyle \lambda }визначають інакше, наприклад, половиною вищезазначеної суми чи квадратним коренем з неї.
Цей розподіл виникає у багатовимірній статистиці як похідна від багатовимірного нормального розподілу. Тоді як центрований хі-квадрат розподіл - це квадрат норми випадкового вектора з розподілом {\displaystyle N(0_{k},I_{k})} (тобто квадрат відстані від початку координат до випадкової точки-реалізації випадкової величини, що має такий розподіл), нецентрований {\displaystyle \chi ^{2}} - це квадрат норми випадкового вектора з розподілом {\displaystyle N(\mu ,I_{k})}. Тут {\displaystyle 0_{k}} - нульовий вектор з k елементів, {\displaystyle \mu =(\mu _{1},\ldots ,\mu _{k})} і {\displaystyle I_{k}} - k вимірна одинична матриця.

## Означення
Функція густини ймовірності (pdf) задається як
{\displaystyle f_{X}(x;k,\lambda )=\sum _{i=0}^{\infty }{\frac {e^{-\lambda /2}(\lambda /2)^{i}}{i!}}f_{Y_{k+2i}}(x),}
де {\displaystyle Y_{q}} розподілена за законом хі-квадрат з {\displaystyle q} ступенями свободи.
З цього запису випливає, що нецентрований хі-квадрат розподіл є зваженою Пуассоном сумішшю центральних хі-квадрат розподілів. Нехай випадкова величина J має розподіл Пуассона із середнім значенням {\displaystyle \lambda /2}, та умовний розподіл Z, заданий J = i - хі-квадрат із k + 2 i ступеня свободи. Тоді безумовний розподіл Z є нецентрованим хі-квадрат розподілом з k ступенями свободи та параметром нецентрованості {\displaystyle \lambda } .
Крім того, щільність можна подати формулою
{\displaystyle f_{X}(x;k,\lambda )={\frac {1}{2}}e^{-(x+\lambda )/2}\left({\frac {x}{\lambda }}\right)^{k/4-1/2}I_{k/2-1}({\sqrt {\lambda x}})}
де {\displaystyle I_{\nu }(y)} - модифікована функція Бесселя першого роду:
{\displaystyle I_{\nu }(y)=(y/2)^{\nu }\sum _{j=0}^{\infty }{\frac {(y^{2}/4)^{j}}{j!\Gamma (\nu +j+1)}}.}
Використовуючи зв'язок функції Бесселя з гіпергеометричними функціями, щільність також можна записати як:
{\displaystyle f_{X}(x;k,\lambda )={{\rm {e}}^{-\lambda /2}}_{0}F_{1}(;k/2;\lambda x/4){\frac {1}{2^{k/2}\Gamma (k/2)}}{\rm {e}}^{-x/2}x^{k/2-1}.}
У Зіґеля (1979) описано випадок k = 0 (нуль ступенів свободи) докладно, у цьому випадку розподіл має дискретну складову в нулі.

## Властивості

### Твірна функція
Твірна функція моментів, задається формулою
{\displaystyle M(t;k,\lambda )={\frac {\exp \left({\frac {\lambda t}{1-2t}}\right)}{(1-2t)^{k/2}}}.}

### Моменти
Перші кілька початкових моментів:
{\displaystyle \mu '_{1}=k+\lambda }
{\displaystyle \mu '_{2}=(k+\lambda )^{2}+2(k+2\lambda )}
{\displaystyle \mu '_{3}=(k+\lambda )^{3}+6(k+\lambda )(k+2\lambda )+8(k+3\lambda )}
{\displaystyle \mu '_{4}=(k+\lambda )^{4}+12(k+\lambda )^{2}(k+2\lambda )+4(11k^{2}+44k\lambda +36\lambda ^{2})+48(k+4\lambda )}
Перші кілька центральних моментів:
{\displaystyle \mu _{2}=2(k+2\lambda )\,}
{\displaystyle \mu _{3}=8(k+3\lambda )\,}
{\displaystyle \mu _{4}=12(k+2\lambda )^{2}+48(k+4\lambda )\,}
N-а кумулянта є
{\displaystyle K_{n}=2^{n-1}(n-1)!(k+n\lambda ).\,}
Отже
{\displaystyle \mu '_{n}=2^{n-1}(n-1)!(k+n\lambda )+\sum _{j=1}^{n-1}{\frac {(n-1)!2^{j-1}}{(n-j)!}}(k+j\lambda )\mu '_{n-j}.}

### Функція розподілу
Знову використовуючи співвідношення між центрованим та нецентрованим розподілами хі-квадрат, функцію розподілу (cdf) можна записати як
{\displaystyle P(x;k,\lambda )=e^{-\lambda /2}\;\sum _{j=0}^{\infty }{\frac {(\lambda /2)^{j}}{j!}}Q(x;k+2j)}
де {\displaystyle Q(x;k)\,} - функція розподілу центрованого розподілу хі-квадрат із k ступенями свободи, що записується як
{\displaystyle Q(x;k)={\frac {\gamma (k/2,x/2)}{\Gamma (k/2)}}\,}
і де {\displaystyle \gamma (k,z)\,} - нижня неповна гамма-функція.
Можна також скористатися Q-функцією Маркума {\displaystyle Q_{M}(a,b)} для запису функції розподілу
{\displaystyle P(x;k,\lambda )=1-Q_{\frac {k}{2}}\left({\sqrt {\lambda }},{\sqrt {x}}\right)}

#### Наближення (у тому числі для квантилів)
Абдель-Аті  виводять (як "перше наближення") нецентроване наближення Вільсона-Гілферті:
{\displaystyle \left({\frac {\chi '^{2}}{k+\lambda }}\right)^{\frac {1}{3}}} має приблизно нормальний розподіл, {\displaystyle \sim {\mathcal {N}}\left(1-{\frac {2}{9f}},{\frac {2}{9f}}\right),} тобто
{\displaystyle P(x;k,\lambda )\approx \Phi \left\{{\frac {\left({\frac {x}{k+\lambda }}\right)^{1/3}-\left(1-{\frac {2}{9f}}\right)}{\sqrt {\frac {2}{9f}}}}\right\},{\text{where }}\ f:={\frac {(k+\lambda )^{2}}{k+2\lambda }}=k+{\frac {\lambda ^{2}}{k+2\lambda }},}
що є досить точним і добре адаптовним до нецентрованості. Крім того, {\displaystyle f=f(k,\lambda )} стає {\displaystyle f=k} при {\displaystyle \lambda =0}, (центрований) хі-квадрат розподіл.
Санкаран описує ряд аналітичних виразів наближень функції розподілу. В своїх ранніх роботах він отримав та довів наступне наближення:
{\displaystyle P(x;k,\lambda )\approx \Phi \left\{{\frac {({\frac {x}{k+\lambda }})^{h}-(1+hp(h-1-0.5(2-h)mp))}{h{\sqrt {2p}}(1+0.5mp)}}\right\}}
де
{\displaystyle \Phi \lbrace \cdot \rbrace \,} позначає функцію розподілу стандартного нормального розподілу;
{\displaystyle h=1-{\frac {2}{3}}{\frac {(k+\lambda )(k+3\lambda )}{(k+2\lambda )^{2}}}\,;}
{\displaystyle p={\frac {k+2\lambda }{(k+\lambda )^{2}}};}
{\displaystyle m=(h-1)(1-3h)\,.}
Це та інші наближення описані в його пізніших підручниках.
Для даної ймовірності ці формули легко обернути для обчислення досить точних наближеннь {\displaystyle x} відповідних квантилів.

## Виведення функції щільности
Виведення функції щільності ймовірності найлегше зробити, виконавши наступні кроки:
1. Оскільки {\displaystyle X_{1},\ldots ,X_{k}} мають одиничні дисперсії, їх спільний розподіл сферично симетричний, аж до зсуву місця.
2. Тоді сферична симетрія означає, що розподіл {\displaystyle X=X_{1}^{2}+\cdots +X_{k}^{2}} залежить від середніх значень лише через квадрат довжини, {\displaystyle \lambda =\mu _{1}^{2}+\cdots +\mu _{k}^{2}} . Тому, без обмеження загальности можна взяти {\displaystyle \mu _{1}={\sqrt {\lambda }}} і {\displaystyle \mu _{2}=\cdots =\mu _{k}=0} .
3. Тепер обчислимо щільність {\displaystyle X=X_{1}^{2}} (тобто k = 1 випадок). Просте перетворення випадкових величин дає

{\displaystyle {\begin{aligned}f_{X}(x,1,\lambda )&={\frac {1}{2{\sqrt {x}}}}\left(\phi ({\sqrt {x}}-{\sqrt {\lambda }})+\phi ({\sqrt {x}}+{\sqrt {\lambda }})\right)\\&={\frac {1}{\sqrt {2\pi x}}}e^{-(x+\lambda )/2}\cosh({\sqrt {\lambda x}}),\end{aligned}}}
де {\displaystyle \phi (\cdot )} - функція щільности стандартної нормальної випадкової величини.
1. Розкладемо гіперболічну функцію в ряд Тейлора. Це дає зважену за Пуассоном суміш представлення щільності, поки ще для k = 1. Індекси на випадкових величин в хі-квадрат розподілених випадкових величинах в наведеному вище ряді в цьому випадку є 1 + 2 i.
2. Нарешті, для загального випадку. Припустимо без обмеження загальності {\displaystyle X_{2},\ldots ,X_{k}} є стандартні нормальні, отже {\displaystyle X_{2}^{2}+\cdots +X_{k}^{2}} має центрований хі-квадрат розподіл з ( k − 1) ступенями свободи, незалежна від {\displaystyle X_{1}^{2}}. Використовуючи запис {\displaystyle X_{1}^{2}} у вигляді Пуасонівської суміші, і той факт, що сума хі-квадрат випадкових величин має також хі-квадрат, отримуємо результат. Індексами в ряді є (1 + 2 i ) + ( k − 1) = k + 2 i як і треба показати.

## Пов’язані розподіли
- Якщо {\displaystyle V} хі квадрат розподілена в.в.:  {\displaystyle V\sim \chi _{k}^{2}}, тоді {\displaystyle V} також нецентровано хі квадрат розподілена з нульовим параметром нецентральности: {\displaystyle V\sim {\chi '}_{k}^{2}(0)}
- Лінійна комбінація незалежних нецентральних хі квадрат розподілених випадкових величин {\displaystyle \xi =\sum _{i}\lambda _{i}Y_{i}+c,\quad Y_{i}\sim \chi '^{2}(m_{i},\delta _{i}^{2})}, має узагальнений хі квадрат розподіл.
- Якщо {\displaystyle V_{1}\sim {\chi '}_{k_{1}}^{2}(\lambda )} і {\displaystyle V_{2}\sim {\chi '}_{k_{2}}^{2}(0)} і {\displaystyle V_{1}} незалежна від {\displaystyle V_{2}}, тоді нецентрально <i id="mwARo">F</i>-розподілена величину можна отримати як {\displaystyle {\frac {V_{1}/k_{1}}{V_{2}/k_{2}}}\sim F'_{k_{1},k_{2}}(\lambda )}
- Як {\displaystyle J\sim \mathrm {Poisson} \left({{\frac {1}{2}}\lambda }\right)}, тоді {\displaystyle \chi _{k+2J}^{2}\sim {\chi '}_{k}^{2}(\lambda )}
- Якщо {\displaystyle V\sim {\chi '}_{2}^{2}(\lambda )}, тоді {\displaystyle {\sqrt {V}}} - розподілена за розподілом Райса з параметром {\displaystyle {\sqrt {\lambda }}} випадкова величина.
- Наближення нормальним розподілом: якщо {\displaystyle V\sim {\chi '}_{k}^{2}(\lambda )}, тоді {\displaystyle {\frac {V-(k+\lambda )}{\sqrt {2(k+2\lambda )}}}\to N(0,1)} за розподілом при {\displaystyle k\to \infty } чи {\displaystyle \lambda \to \infty }.
- Якщо {\displaystyle V_{1}\sim {\chi '}_{k_{1}}^{2}(\lambda _{1})}і {\displaystyle V_{2}\sim {\chi '}_{k_{2}}^{2}(\lambda _{2})}, де {\displaystyle V_{1},V_{2}} - незалежні, тоді {\displaystyle W=(V_{1}+V_{2})\sim {\chi '}_{k}^{2}(\lambda _{1}+\lambda _{2})}, де {\displaystyle k=k_{1}+k_{2}}.
- Взагальному, для скінченної множини {\displaystyle V_{i}\sim {\chi '}_{k_{i}}^{2}(\lambda _{i}),i\in \left\{1..N\right\}}, сума цих нецентральних хі квадрат розподілених в.в. {\displaystyle Y=\sum _{i=1}^{N}V_{i}} має розподіл {\displaystyle Y\sim {\chi '}_{k_{y}}^{2}(\lambda _{y})}, де {\displaystyle k_{y}=\sum _{i=1}^{N}k_{i},\lambda _{y}=\sum _{i=1}^{N}\lambda _{i}}. Це можна покажати використовуючи твірні функції моментів наступним чином: {\displaystyle M_{Y}(t)=M_{\sum _{i=1}^{N}V_{i}}(t)=\prod _{i=1}^{N}M_{V_{i}}(t)} використовуючи незалежність {\displaystyle V_{i}} випадкових величин. Далі просто підставляємо ТФМ нецентрального хі квадрат розподілу у вираз для добутку і зведенням до нової ТФМ. Або ж зважаючи на інтерпретацію у розділі Передумови як сума квадратів незалежних норомально розподілених в.в. з варіацією 1 і відповідними середніми значеннями.
- Комплексні нецентральні хі квадрат розподіли мають застосування у радіо зв'язку і системах радарів [джерело?]. Нехай {\displaystyle (z_{1},\ldots ,z_{k})} - незалежні скалярні комплексні випадкові величини з нецентральною колоавою симетрією, з середніми {\displaystyle \mu _{i}} і одиничними варіаціями: {\displaystyle \operatorname {E} \left|z_{i}-\mu _{i}\right|^{2}=1}. Тоді дійснозначна випадкова величина {\displaystyle S=\sum _{i=1}^{k}\left|z_{i}\right|^{2}} розподілена за комплексним нецентральним хі квадрат розподілом:

{\displaystyle f_{S}(S)=\left({\frac {S}{\lambda }}\right)^{(k-1)/2}e^{-(S+\lambda )}I_{k-1}(2{\sqrt {S\lambda }})}

де {\displaystyle \lambda =\sum _{i=1}^{k}\left|\mu _{i}\right|^{2}.}

### Перетворення
Санкаран (1963) описує перетворення типу {\displaystyle z=[(X-b)/(k+\lambda )]^{1/2}}. Він аналізує розклад кумулянт {\displaystyle z} до порядку {\displaystyle O((k+\lambda )^{-4})} і доводить, що для деяких {\displaystyle b} можна отримати прийнятні результати:
- при {\displaystyle b=(k-1)/2}  друга кумулянта {\displaystyle z} асимптотично не залежить від {\displaystyle \lambda },
- при {\displaystyle b=(k-1)/3} третя кумулянта {\displaystyle z} асимптотично не залежить від {\displaystyle \lambda },
- при {\displaystyle b=(k-1)/4} четверта кумулянта {\displaystyle z} асимптотично не залежить від {\displaystyle \lambda }.

Крім того, більш просту трансформацію {\displaystyle z_{1}=(X-(k-1)/2)^{1/2}} можна використовувати як дисперсійно-стабілізуюче перетворення, яке дає випадкову величину із середнім значенням {\displaystyle (\lambda +(k-1)/2)^{1/2}} і дисперсією {\displaystyle O((k+\lambda )^{-2})}.
Використанню таких перетворень може завадити необхідність квадратного кореня з від’ємних чисел.
| Name                              | Statistic                                                                                       |
| --------------------------------- | ----------------------------------------------------------------------------------------------- |
| Розподіл хі-квадрат               | {\displaystyle \sum _{i=1}^{k}\left({\frac {X_{i}-\mu _{i}}{\sigma _{i}}}\right)^{2}}           |
| Нецентрований хі-квадрат розподіл | {\displaystyle \sum _{i=1}^{k}\left({\frac {X_{i}}{\sigma _{i}}}\right)^{2}}                    |
| Розподіл Хі                       | {\displaystyle {\sqrt {\sum _{i=1}^{k}\left({\frac {X_{i}-\mu _{i}}{\sigma _{i}}}\right)^{2}}}} |
| Нецентрований хі розподіл         | {\displaystyle {\sqrt {\sum _{i=1}^{k}\left({\frac {X_{i}}{\sigma _{i}}}\right)^{2}}}}          |

## Використання

### Використання в довірчих інтервалах
Двосторонні нормальні довірчі інтервали в регресії можна обчислити на основі нецентрованого хі-квадратрозподілу. Використовуючи його можна обчислити статистичний інтервал, в межах якого з певним рівнем довіри потрапляє певна частина вибіркової сукупності.